# سارا پیجون
سارا پیجون (انگلیسی: Sarah Pidgeon؛ زاده ۷ ژوئیه ۱۹۹۶) یک هنرپیشه اهل ایالات متحده آمریکا است.
پیجون در میشیگان بزرگ شد، جایی که در دبیرستان بیرمنگام گرووز تحصیل کرد. او در طول تعطیلات تابستانی در کمپ هنری اینترلوخن شرکت کرد و در نمایش‌هایی در خانه جامعه در بیرمنگام اجرا کرد. پیجون سپس در آکادمی هنرهای اینترلوخن حضور یافت و در سال 2014 فارغ التحصیل شد و سپس در سال 2018 مدرک لیسانس هنرهای زیبا را از مدرسه درام کارنگی ملون در پیتسبرگ دریافت کرد.